# Ишутиха
Ишутиха — деревня в Удомельском городском округе Тверской области.

## География
Деревня находится в северной части Тверской области на расстоянии менее 1 км на север по прямой от поселка Брусово.

## История
Впервые упоминается в 1859 году как деревня князя Арсения Степановича Путятина. Дворов (хозяйств) было учтено 34 (1859), 72(1886), 64 (1911), 66 (1961), 36 (1986), 26 (2000). В советский период истории работали колхозы «Призыв Ильича», «Ленинский путь», «Брусово» и совхоз «Брусово». До 2015 года входила в состав Брусовского сельского поселения до упразднения последнего. С 2015 года в составе Удомельского городского округа.

## Население
Численность населения: 234 человека (1859 год), 389(1886), 361 (1911), 182 (1961), 63 (1986), 55 (2000), 52 (русские 90 %) в 2002 году, 20 в 2010.